# Berwick (Schiff, 1961)
Die HMS Berwick war eine Fregatte der Rothesay-Klasse der britischen Marine.

## Geschichte
Die Berwick wurde, wie zehn Schiffe der Royal Navy vor ihr, nach der Stadt Berwick-upon-Tweed benannt. Sie wurde von Harland & Wolff für die U-Boot-Bekämpfung gebaut und 1961 in Dienst gestellt. Das Schiff nahm an der Beira Patrol teil und brachte am 9. April 1966 den griechischen Tanker Manuela auf, der Öl für Rhodesien geladen hatte. 1967 wurde das Schiff mit einem Hubschrauber-Landedeck ausgerüstet.
1977 nahm die Berwick zusammen mit der Plymouth und der Rothesay an der Flottenparade zum 25-jährigen Thronjubiläum von Elisabeth II. teil.
Nachdem sie 1985 außer Dienst gestellt worden war, wurde die Berwick am 18. August 1986 als Zielschiff durch ein Mk-24-Tigerfish-Torpedo des U-Bootes Tireless versenkt.

## Weblink
- Fotos und Daten zur HMS Berwick